# Гайдукевич, Сергей Васильевич
Серге́й Васи́льевич Гайдуке́вич (бел. Сяргей Васілевіч Гайдукевіч; род. 8 сентября 1954, Минск, Белорусская ССР, СССР) — белорусский политический и общественный деятель, лидер Либерально-демократической партии Белоруссии с 1995 по 2019 годы.
Участвовал в президентских выборах 2001 года, 2006 года и 2015 года.
Заместитель председателя Постоянной комиссии Совета Республики Национального собрания Республики Беларусь по международным делам и национальной безопасности. Избран в 2016 году членом Совета Республики Национального собрания шестого созыва от Минской области.
Избирался депутатом Палаты представителей (2004—2008). С 2006 по 2007 год — специальный представитель Министра иностранных дел Белоруссии по взаимодействию с европейскими парламентскими структурами.

## Биография
В 1976—1991 годах служил в Вооруженных силах СССР, в том числе в составе группы военных специалистов в Ираке (в 1982—1983 годах). В 1976 году окончил Минское высшее инженерное зенитно-ракетное училище Войск противовоздушной обороны. Занимал командные должности — от командира части до заместителя командующего армии ПВО (1976—1991 года), работал в Управлении безопасности при Совете Министров Республики Беларусь (1991—1992 года), заместителем председателя комитета по вопросам социальной защиты военнослужащих (1992—1994 года). В 1991 году окончил Военную командную академию войск противовоздушной обороны.
Во всех официальных листовках и сообщениях Центризбиркома с биографией кандидата в президенты Белоруссии указывалось, что Гайдукевич в 1997 году окончил юридический факультет Московского коммерческого института. В правопреемнике данного учебного заведения сообщили о прекращении выдачи дипломов ещё в 1992 году. Позже дипломы продавались на «черном» рынке. Политик дважды предоставлял в центральную избирательную комиссию сомнительные сведения о втором высшем образовании.
Является полковником запаса.
С 1994 года член ЛДП. Участвовал в президентских выборах 2001, 2006 и 2015 года, однако не был избран. На выборах 2001 года получил 2,48 % голосов, заняв последнее место. На выборах 2006 года позиционировал себя как сторонника действующего главы государства Лукашенко, и подвергнул критике оппозиционных кандидатов; получил 3,5 % и занял третье место. На выборах 2010 года снял свою кандидатуру.
По результатам выборов по Октябрьскому избирательному округу № 99 (г. Минск) Председатель Либерально-демократической партии Гайдукевич Сергей уже в первом туре стал депутатом Палаты представителей Национального собрания Республики Беларусь. В настоящее время С. В. Гайдукевич являлся членом Постоянной комиссии Палаты представителей Национального собрания Республики Беларусь по международным делам и связям с СНГ.
30 марта 2010 года объявил о создании предвыборного блока «Новая Беларусь — Единство», учредительный съезд которого должен был пройти в конце весны-начале лета 2010 года.
В 2015 году, принял участие в выборах Президента Республики Беларусь, которые стали третьими, в которых политик принял участие. Гайдукевич пообещал, что сделает «из чиновников — государственников», и провести реформы в избирательном законодательстве, в частности ввести смешанную избирательную систему. Гайдукевич отметил, что жизненно необходимо «держать паритет между Западом и Востоком, быть своеобразной восточнославянской Швейцарией». По результатам голосования Сергей Гайдукевич получил поддержку 201 945 избирателей, что составило 3,3 % голосов избирателей. Наибольшее количество голосов Гайдукевич получил в Витебской области — 3,87 %, наименьшее, в Гродненской — 2,27 %.
Является сторонником перехода Белоруссии на российский рубль и полагает, что эта мера послужит укреплению суверенитета страны.

## Семья
Жена — Алла, из России. Вместе с общей дочерью проживают в Австрии, имеют австрийское гражданство. Супруга упоминалась сайтом WikiLeaks в расследовании по отмыванию денег от торговли оружием. Сам Гайдукевич отвергает обвинения против своей жены.
Отец двоих сыновей. Один из сыновей, Гайдукевич, Олег Сергеевич — один из руководителей партии ЛДПБ, руководил РУВД Фрунзенского района.
Старший сын, Василий Сергеевич, проживает в Германии.

## Критика
В 2011 году сайт WikiLeaks опубликовал сообщения дипломатов США, в которых говорилось о том, что Сергей Гайдукевич с помощью своей дочери Анны, которая учится и проживает в Австрии, мог отмывать деньги от торговли оружием, о чём говорится в одной из секретных телеграмм. Издание также указывает, что Анна Гайдукевич может распоряжаться денежными счетами отца в Австрии. Кроме самого Гайдукевича, в этом деле властям Белоруссии помогал «Инфобанк», в котором работала жена Гайдукевича, там же работала и жена его сына Олега, возглавляющего РУВД Фрунзенского района города Минска. Кроме того, Гайдукевич использовал серые схемы при перепродажи иракской нефти в обход резолюции ООН. Сергей Гайдукевич сам неоднократно бывал в Ираке, а также работал с Администрацией президента Белоруссии по вопросу получения прибыли от нефтяных сделок с режимом Саддама Хусейна.

## Награды
- Орден «За службу Родине» (Белоруссия) III степени.
- Орден Почёта (2010, Южная Осетия)[11].

## Интересные данные
- Известен пророссийской ориентацией, выступает за конфедерацию с Россией и введение единой валюты (с эмиссионным центром в Москве), а также за «проведение совместной военной политики»[12].
- Поддерживает признание независимости Абхазии и Южной Осетии.
- В день голосования на Президентских выборы в Белоруссии (2010) вместе с активом Либерально-демократической партии Белоруссии Сергей Гайдукевич в знак протеста посетил цирк[13].
- Выступает за возвращение офиса ОБСЕ в Минск[14].